# Pureté d'excitation
En colorimétrie, on peut définir une couleur par un ensemble de trois valeurs. Ces valeurs peuvent être des coordonnées trichromatiques, ou, de façon plus parlante, la longueur d'onde dominante et soit la pureté colorimétrique, soit la pureté d'excitation, pour un illuminant donné, en précisant en outre la luminance.
La pureté d'une couleur représente la proportion de lumière blanche qu'il faut ajouter à la lumière monochromatique de la longueur d'onde dominante pour obtenir une couleur métamère de cette couleur.
La pureté s'obtient soit par le calcul à partir des coordonnées trichromes XYZ soit graphiquement sur le diagramme de chromaticité.

## Pureté colorimétrique
La vision humaine distingue les couleurs des lumières que les objets renvoient vers l'œil. L'étude physique de cette lumière montre qu'il s'agit d'un rayonnement électromagnétique qu'on a coutume de définir par sa longueur d'onde comprise approximativement entre 400 nanomètres et 700 nm. D'ordinaire, le spectre de la lumière que nous voyons comporte une multitude de longueurs d'onde mélangées.
Le système visuel fonde la perception des couleurs sur les différences d'excitation entre trois types de récepteurs de la rétine, les cônes sensibles à trois différentes plages de longueurs d'onde. La perception des couleurs résume ainsi à seulement trois grandeurs l'infinie variété des spectres lumineux possibles. En conséquence, deux lumières tout à fait différentes du point de vue physique peuvent donner la même couleur. On appelle ces lumières des métamères.
Les lumières qui ne comportent qu'un rayonnement d'une seule longueur d'onde se disent monochromatiques. On les produit en laboratoire, le plus souvent par la décomposition d'une lumière blanche par un prisme. Elles ont l'avantage d'être faciles à décrire, puisqu'il suffit de donner leur longueur d'onde et la puissance du rayonnement, et que pour obtenir une équivalence visuelle de cette puissance, il suffit de la multiplier par le coefficient d'efficacité lumineuse spectrale.
L'œil s'adapte à son environnement lumineux. Un objet blanc se voit toujours blanc dans la lumière de midi, celle du soir, celle d'un éclairage fluorescent d'atelier. Pourtant, si on met artificiellement ces lumières côte à côte, on les voit colorées différemment. La colorimétrie exige donc qu'on définisse le blanc. La Commission internationale de l'éclairage (CIE) s'est accordée sur la définition des spectres lumineux de différentes lumières à considérer comme blanches dans diverses circonstances. Une lumière correspondant à ce que l'on définit comme le blanc s'appelle un illuminant.
Les explorations colorimétriques ont montré que

toute lumière a une lumière métamère, donc visuellement identique, composée d'un mélange d'une lumière monochromatique et d'une lumière blanche.
La longueur d'onde de cette lumière monochromatique est la longueur d'onde dominante de la lumière.
Par conséquent, et pour un illuminant spécifié :

la pureté colorimétrique est le rapport entre la luminance de la composante monochromatique et la luminance de la lumière totale.
La pureté colorimétrique est comprise entre 0 et 1.

## Pureté d'excitation

Pureté d'excitation d'une couleur sur le diagramme de chromaticité. Une couleur métamère de cette couleur est composée d'une lumière monochromatique (bord du diagramme) et d'une proportion de blanc (centre du diagramme).

En colorimétrie, on a l'habitude de séparer la luminance et la chromaticité, une notion qui regroupe l'intensité de la coloration et sa dominante. Cela permet de décrire la couleur d'un échantillon sur un espace à deux dimensions au lieu de trois, et de se repérer sur un diagramme de chromaticité. On n'y lit pas la pureté colorimétrique, mais la pureté d'excitation, toujours définie à partir d'un illuminant spécifié :

la pureté d'excitation est, sur le diagramme de chromaticité, le rapport entre la distance du point représentatif de l'illuminant à celui de la couleur, et la distance mesurée sur le même segment prolongé jusqu'à la courbe des lumières monochromatiques (lieu spectral).
Comme la pureté colorimétrique, la pureté d'excitation est comprise entre 0 et 1. La longueur d'onde dominante de la couleur est la longueur d'onde de la lumière obtenue par prolongement du segment de l'illuminant à la couleur jusqu'à la courbe des lumières monochromatiques.
Quand le segment de l'illuminant à la couleur se prolonge vers le segment des pourpres, on attribue par convention à la couleur une longueur d'onde dominante négative qui s'obtient sur le même segment prolongé jusqu'à la courbe des lumières monochromatiques vertes, à l'opposé. Cette lumière a la couleur complémentaire de la couleur étudiée, puisqu'en les mélangeant en proportions adéquates, on peut obtenir un gris, c'est-à-dire une variante de l'illuminant avec une luminosité quelconque. C'est comme si, pour obtenir la couleur, on retirait de l'effet visuel du blanc l'effet visuel de la couleur complémentaire de celle de étudiée.

## Utilité
La description colorimétrique d'une couleur par sa longueur d'onde dominante, sa pureté et sa luminance se rapproche de la description psychologique par sa teinte, sa saturation et sa luminosité ; elle permet d'imaginer quelque peu la couleur ; avec un peu d'habitude, on peut savoir qu'une lumière décrite avec une longueur d'onde dominante de 580 nm est un jaune tirant sur l'orangé, que si sa pureté est de 40 % c'est une teinte beige plutôt qu'un jaune, et que si sa luminance est de 60 % c'est un beige clair ; ces termes et ces limites se retrouvaient dans la recommandation AFNOR X-08-010 « Classification méthodique générale des couleurs » (annulée le 30 août 2014).
La longueur d'onde dominante ne représente cependant qu'imparfaitement la teinte. Aubert (de), en 1865, puis Abney, en 1910, ont montré que la perception de la teinte change quand on mélange du blanc à une couleur, selon ce qu'on appelle aujourd'hui l'effet Abney. Sur le diagramme de chromaticité, les lignes d'égale teinte sont courbes. De plus, la perception de la teinte se décale vers le bleu lorsque la luminance augmente, selon l'effet Bezold–Brücke. Enfin, le seuil de discrimination entre deux couleurs de lumières monochromatiques de longueur d'onde différente varie largement selon la longueur d'onde, et plus encore pour les autres couleurs. La CIE a donc, dans le courant du XXe siècle, proposé des systèmes colorimétriques qui représentent mieux la teinte et les différences de couleurs : L*a*b* et L*u*v*. Ces systèmes disposent les couleurs dans un espace à trois dimensions, par rapport à un illuminant, et la position d'une couleur peut se définir par un angle de teinte, une chromaticité et une luminosité qui approchent mieux la perception que le triplet longueur d'onde dominante, pureté et luminance.

       

Ces couleurs ont la même longueur d'onde dominante, 640 nm, et la même luminance relative, 15 % (pour l'illuminant D65) ; leurs puretés colorimétriques vont de 62 % à 38 % par pas de 4 %. Le phénomène de Helmholtz-Kohlrausch affecte la luminosité : bien que la luminance soit égale, les teintes les plus pures sont plus lumineuses.  À cause de l'effet Abney, la teinte des couleurs plus mêlées de blanc, à droite, tire sur le violet.